# めぐみるく
『めぐ♥みるく』は、日下皓による日本の漫画作品。
『月刊コンプエース』（角川書店）に2010年9月号から2011年11月号まで連載された。単行本は全3巻。
女性キャラクターの乳首の描写があるなど、連載誌の傾向とは異なった過激な内容であった。

## あらすじ
高校入学を控えた主人公・因幡メグルと幼馴染の章は女っ気のない生活への不満をぶつけ合っていた。
章はメグルの家に居候中しており、幼馴染で居候ときたらお前が女の子でないとおかしいだろう!!と騒いでいたところ、それを本気の願いと受け取った天使の手によって、メグルが女の子に変えられてしまう。
章と母親には本人だと認めてもらえたメグルだが、女の体で入学式に出席したため、高校には女子として通うことに。

## 登場人物
因幡 メグル（いなば めぐる）
主人公。章の願いにより、女の子になる。女子とキスすると男子に戻り、男子とキスすると女子へ変わる体質となる。前述の理由から、普段は女の子としての生活を強いられている。
澁澤 章（しぶさわ しょう）
メグルの幼馴染。親の離婚が原因でメグルの家に居候中。カオルのアシスタントをしており、日頃から漫画を書いている。ラノベも好き。
高階 奏子（たかしな そうこ）
小学校で同じクラスだった女の子。小学校卒業と同時に引っ越していたが、櫻千学園に通うために一人で引っ越してきた。メグルに想いを寄せている。
鈴木 モア（すずき もあ）
メグルを女の子に変えた天使。人々の一生に一度の願いを叶えるため、天から遣わされた。苗字の「鈴木」はメグルのクラスに転入するための偽名。
因幡 カオル（いなば かおる）
メグルの母で漫画家。下腹部にほくろがあったことから、女の子になったメグルを本人だと見破る。
澁澤 しおり（しぶさわ しおり）
章の妹。章とは母親が異なる。メグルを章の彼女と勘違いし、「俺女」と呼び嫌っている。
青野かずさ（あおの かずさ）
クラスメイトで篠崎常夜の幼馴染。実家は服屋で、姉が店員として働いている。面食い。
篠崎常夜（しのざき とこよ）
クラスメイトで青野かずさの幼馴染。空手を習っている。胸が小さいことを気にしている。

## 書籍情報
- 第1巻、2010年12月25日初版発行（同日発売[2]）、ISBN 978-4-0471-5591-6
- 第2巻、2011年04月26日初版発行（同日発売[3]）、ISBN 978-4-0471-5681-4
- 第3巻、2011年10月26日初版発行（2011年10月23日発売[4]）、ISBN 978-4-0471-5809-2

台湾角川書店より《小巡的祕密》（メグル君の秘密）という題で中国語版も出版されている。